# 安徽省六安第二中学
安徽省六安第二中学，简称六安第二中学或六安二中，是安徽省六安市的一所高级中学，为安徽省示范高中，同时也是安徽省“江淮十校”理事学校。

## 校史
学校前身是1923年成立的“海峰女子学校”。1950年，更名为六安中学。1956年，迁至现址。1964年，定名为“安徽省六安第二中学”，1978年，获批为六安地区重点中学。1999年，被批准为安徽省首批省级示范高中。2000年，被定为正处级单位，由六安市人民政府直管。2006年，创建皖西中学。2014年，六安第二中学河西校区建立。

## 现状
学校现有新、老两个校区，占地面积20.82万平方米，其中大别山路老校区占地8.12万平方米，河西新校区占地12.7万平方米。拥有教职工436人，其中特级教师8人，高级教师145人，全国模范教师1人，全国优秀教师3人，安徽省劳动模范3人，安徽省先进工作者1人，安徽省级教坛新星4人，享受安徽省政府特殊津贴专家1人，安徽省优秀班主任1人。

## 知名校友
- 李从军：曾任新华通讯社社长。
- 刘莉：现任安徽省委常委、统战部部长。
- 张宏斌：现任中国人民解放军空军航空大学航空基础学院院长。